# لئونور رودریگس
لئونور رودریگس (اسپانیایی: Leonor Rodríguez‎؛ زادهٔ ۲۱ اکتبر ۱۹۹۱) بازیکن بسکتبال اهل اسپانیا است.
وی در مسابقات کشوری و بین‌المللی در مجموع برندهٔ ۱ مدال طلا، ۲ مدال نقره شده‌است.